# Poecilochaetus vietnamita
Poecilochaetus vietnamita är en ringmaskart som beskrevs av José María Alfono Félix Gallardo 1968. Poecilochaetus vietnamita ingår i släktet Poecilochaetus och familjen Poecilochaetidae. Inga underarter finns listade i Catalogue of Life.